# SHISHAMO 5
《SHISHAMO 5》是日本摇滚乐队SHISHAMO的第5张原創專輯，于2018年6月20日发行。

## 简介
SHISHAMO在2018年4月8日举办的2018春季巡回演唱会名古屋站的演出中宣布了将要发行这张专辑的消息。与上一张专辑《SHISHAMO 4》时隔1年4个月，新专辑《SHISHAMO 5》共收录包括2018年春季可尔必思水广告曲《淡蓝色的日子》，电影《恋爱回旋》主题曲《看那笑容》等共13曲。
这张专辑中的歌曲《呐，》是继3月21日发售单曲《淡蓝色的日子》后再次由音乐制作人小林武史参与编曲工作。同时《呐，》也成为了可尔必思水2018年夏季广告的广告歌。
专辑发行时值SHISHAMO出道5周年，因此继上张专辑后再次制作限量特别版。乐队表示希望粉丝们能够“听着《SHISHAMO 5》的歌曲，穿着SHISHAMO 5定制T恤，一起来7月28日的等等力体育场参加纪念出道5周年的SHISHAMO首次室外体育场演唱会”。
专辑发行的6月20日当天，SHISHAMO在FM东京广播进行了1日特别活动，从早至晚一共在5个节目中出场。当晚，SHISHAMO在LINE LIVE进行了专辑发行纪念直播谈话节目，节目中播出了2018年春季巡回演唱会的部分片段。
专辑发行首周获得了Oricon公信榜第3位的成绩，这是迄今为止SHISHAMO的作品在周榜中获得的最高排名。

## 发行
《SHISHAMO 5》同时发行两个版本，分别为普通盘和限量生产盘。
- 普通盘（商品编号：UPCM-1405）
- 限量生产盘（SHISHAMO 5 NO SPECIAL BOX ）（商品编号：UPCM-9002）
  - 除CD外，还包括主唱宫崎朝子创作并绘制的SHISHAMO 5定制T恤和原创手包。

## 收录
| CD       | CD                 | CD                 | CD                                                                      | CD    |
| 曲序     | 曲目               | 编曲               | 备注                                                                    | 时长  |
| -------- | ------------------ | ------------------ | ----------------------------------------------------------------------- | ----- |
| 1.       | （呐，）           | 小林武史、宫崎朝子 | 2018年“可尔必思水”“大·告白篇”广告歌                                     | 3:40  |
| 2.       | （心跳不已）       | SHISHAMO           | “Dynamic JTB”广告歌                                                     | 3:40  |
| 3.       | （笑容的魔法）     | SHISHAMO           | 富士电视台“唤醒周六”节目主题曲 神奈川电视台《Fight!川崎前锋》节目结尾曲 | 3:53  |
| 4.       | （你与我的关系）   | SHISHAMO           |                                                                         | 3:53  |
| 5.       | （梦中相遇）       | SHISHAMO           |                                                                         | 4:11  |
| 6.       | （那个女孩的城堡） | SHISHAMO           |                                                                         | 3:25  |
| 7.       | BYE BYE            | SHISHAMO           | Benesse中学补习讲座“难以打发的夏季”广告歌                               | 4:25  |
| 8.       | （同学会）         | SHISHAMO           |                                                                         | 3:53  |
| 9.       | （看那笑容）       | SHISHAMO           | 电影《恋爱回旋》主题曲                                                  | 5:08  |
| 10.      | （仙人掌）         | SHISHAMO           | 电影《恋爱回旋》插曲                                                    | 6:17  |
| 11.      | （爱上浪漫）       | SHISHAMO           | “三井住友卡 苹果支付”广告歌                                             | 3:25  |
| 12.      | （淡蓝色的日子）   | 小林武史、宫崎朝子 | 2018年“可尔必思水”“大·毕业篇”广告歌                                     | 4:52  |
| 13.      | （我的黎明）       | SHISHAMO           |                                                                         | 6:02  |
| 总时长： | 总时长：           | 总时长：           | 总时长：                                                                | 56:52 |